# Stenochroma borneense
Stenochroma borneense là một loài bọ cánh cứng trong họ Cerambycidae.